# Rothschildia andensis
Rothschildia andensis är en fjärilsart som beskrevs av Rothschild 1907. Rothschildia andensis ingår i släktet Rothschildia och familjen påfågelsspinnare. Inga underarter finns listade.